# Bambi (raperka)
Bambi (zapis stylizowany: bambi), właśc. Michalina Włodarczyk (ur. 28 października 2003 w Poznaniu) – polska raperka, piosenkarka i autorka tekstów.

## Życiorys
W 2018 roku pojawiła się w przesłuchaniach w ciemno do programu The Voice Kids z utworem „Sweet Creature” Harry’ego Stylesa. Wykonanie piosenki przyczyniło się do 3 odwróconych foteli trenerów. Została zaproszona do drużyn Tomsona i Barona, Dawida Kwiatkowskiego oraz Edyty Górniak. Bambi wybrała team artystów z zespołu Afromental. Nie przeszła do odcinków na żywo, odpadając na etapie bitew.

## Kariera
Współpracowała z takimi artystami jak: Young Leosia, Waima, White 2115, Kuqe 2115, Kubi Producent, Young Igi, Białas, Jacuś, łatwogang, Oki, Rów Babicze, Tede. 

### 2021: Początki kariery muzycznej
Bambi pojawiła się w 4. edycji SBM Starter – inicjatywie SBM Label, promującej młode, rapowe talenty. Zaprezentowała trzy piosenki: „Handpoke”, „Bletki” i „chrypki głos nie od fajek”.

### 2023: Podpisanie kontraktu z BE Records i pierwsze sukcesy
1 stycznia podpisała kontrakt z Bailla Ella Records – wytwórnią muzyczną Young Leosi, lecz dopiero 10 lutego tego samego roku wydała swój pierwszy pełnoprawny utwór zatytułowany „IRL”, który podbił szczyty polskich list przebojów, co zaowocowało złotym certyfikatem po 3 miesiącach od premiery; 20 grudnia 2023 singel zdobył status podwójnie platynowej płyty.
17 maja 2023 artystka zaprezentowała swój drugi utwór wydany za pomocą BE Records – „Millie Walky”. W dniu 31 grudnia 2024 singel zdobył certyfikat diamentowej płyty w Polsce.
4 sierpnia zaprezentowała swój trzeci utwór – „Latawce”, który w dniu 5 czerwca 2024 otrzymał złotą płytę.
25 sierpnia zaprezentowała swój czwarty utwór, „BFF”, z gościnnym udziałem Young Leosi, który zapowiadał wspólny projekt artystek „PG$”. Singel zdobył diamentową płytę.

### 2024: Wspólna EP-ka z Young Leosią, współpraca z McDonaldem oraz Def Jam Recordings Polska
7 marca 2024 Bambi wraz z Young Leosią wydały wspólną EP-kę, pt. „PG$”, która uzyskała w Polsce status potrójnie platynowej płyty oraz zadebiutowała na 2. miejscu polskiej listy sprzedaży – OLiS.
10 września 2024 artystka nawiązała współpracę z siecią restauracji McDonald’s, w ramach której powstał „Zestaw bambi”.
11 października 2024 raperka zaprezentowała piosenkę „Czemu nie śpisz?” oraz „Need u” z projektu „Def Jam World Tour: Berlin”.
22 listopada 2024 Young Igi wraz z bambi wydał singel, pt. „Kształt miłości”, który zapowiada nadchodzący album rapera, pt. „Kształt miłości mixtape”.

### Od 2025: „Trap or die”, Red Bull 64 Bars, Popkillery 2025 oraz „Bambiszonki”
Na początku stycznia 2025 artystka zapowiedziała swój drugi album studyjny, pt. Trap or die, którego premiera odbyła się 7 lutego 2025. Płyta składa się z 18 utworów, a gościnnie wystąpili Oki, Tede, Young Igi oraz Dina Ayada. Album zadebiutował na 1. miejscu polskiej listy sprzedaży – OLiS oraz zdobył platynową płytę.
27 lutego 2025 roku na kanale „Red Bull Wersy” opublikowano utwór z cyklu „Red Bull 64 Bars”, w którym wystąpiła Bambi. Jest to szósty odcinek serii, a artystka jest pierwszą kobietą uczestniczącą w polskiej edycji tego projektu. W trakcie swojego występu kobieta nawiązała do Sary, byłej partnerki Okiego, obecnego chłopaka raperki. Wersy te wywołały kontrowersje i liczne reakcje w środowisku muzycznym oraz wśród fanów. 13 marca 2025 utwór został również wydany na platformy streamingowych, np. Apple Music.
Podczas gali Fryderyków 2025, która odbyła się 5 kwietnia w Tauron Arenie Kraków, Bambi wystąpiła na scenie w towarzystwie Kubiego Producenta, Fukaja i STICKXR. Wspólnie wykonali utwór „Woda księżycowa”, prezentując swoje umiejętności przed szeroką publicznością.
24 kwietnia 2025 odbyła się gala „Popkillery 2025”, na której Bambi zdobyła nagrodę w kategorii „Raperka Roku”. Wyróżnienie wręczyła Michalinie Gabi Drzewiecka. W rywalizacji pokonała m.in. Young Leosię, Oliwkę Brazil czy Dziarmę.
21 maja 2025 roku raperka wprowadziła na rynek własną linię chrupek kukurydzianych pod nazwą „Bambiszonki”. Produkt zadebiutował w sieci sklepów Żabka w całej Polsce oraz dostępny jest w dwóch smakach: pizza oraz ketchup. Na opakowaniu znajduje się charakterystyczne hasło promocyjne „Your fav trap snacks” oraz logo wytwórni Baila Ella Records, z którą artystka jest związana. „Bambiszonki” są częścią szerszej strategii marketingowej, łączącej muzykę z popkulturą i produktami konsumenckimi, skierowanej głównie do młodszej części fanów Bambi. Cena detaliczna jednej paczki wynosi 4,99 zł.
4 czerwcu 2025 roku artystka poszerzyła swoje portfolio o nową linię napojów – „Banger Ice Tea”, wydaną przez Baila Ella Records. Napoje premierowo trafiły do sieci sklepów Żabka oraz są dostępne w dwóch wariantach: czarnej herbaty z jeżyną („Ice tea black”) oraz zielonej herbaty z maliną („Ice tea green”), każda z charakterystycznym sloganem „Your fav trap drink”. Produkt oferowany jest w cenie 5,99 zł za puszkę i – podobnie jak wcześniejsze „Bambiszonki” – dostępny jest tylko w Żabce.

## Życie prywatne
Od 2024 raperka jest w związku z Oskarem Kamińskim, szerzej znanym jako Oki.

## Kontrowersje

### Zdjęcie 150 raperów
Zdjęcie 150 polskich raperów, które stało się głośnym wydarzeniem w polskim hip-hopie, zostało zorganizowane przez Patryka „Pata” Rokickiego. Na fotografii znaleźli się przedstawiciele niemal całej sceny rapowej, od legend po młodsze pokolenie artystów. Jednak wśród nich zabrakło Bambi. Brak Bambi na zdjęciu stał się tematem publicznej dyskusji. Raperka, odbierając nagrodę w kategorii „Raperka Roku” na gali Popkillerów 2025, nawiązała do tej sytuacji, mówiąc: „Pat, na zdjęciu raperów mnie nie było, ale przynajmniej mam statuetkę”. Jej słowa wywołały kontrowersje wśród internautów, którzy podzielili się opiniami na temat jej obecności w rapie i zasług na nagrodę. Niektórzy uważają ją za autentyczną artystkę, inni kwestionują jej status w hip-hopie. Choć Pat Rokicki nie ujawniał oficjalnych powodów braku Bambi na zdjęciu, pojawiły się informacje sugerujące, że jego wcześniejsze wypowiedzi podważały jej status raperki. Niektóre źródła wskazują, że Pat wielokrotnie wyrażał wątpliwości co do nazywania Bambi raperką, co mogło wpłynąć na jej nieobecność w projekcie. Jej udział w projekcie „Red Bull 64 Bars” oraz zdobycie nagrody „Raperka Roku” świadczą o jej rosnącej pozycji na polskiej scenie rapowej.

## Dyskografia

### Albumy studyjne
| Rok  | Dane dot. albumu                                                                                           | Najwyższa pozycja na liście | Certyfikat                 | Sprzedaż       |
| Rok  | Dane dot. albumu                                                                                           | POL                         | Certyfikat                 | Sprzedaż       |
| ---- | --- | --------------------------- | -------------------------- | -------------- |
| 2023 | in real life - Wydany: 17 listopada 2023 - Wytwórnia: BE Records - Format: CD, digital download, streaming | 3                           | - ZPAV: 2× platynowa płyta | - POL: 60 000+ |
| 2025 | Trap or die - Wydany: 6 lutego 2025 - Wytwórnia: BE Records - Format: CD, digital download, streaming      | 1                           | - ZPAV: platynowa płyta    | - POL: 30 000+ |

### Minialbumy
| Rok  | Dane dot. albumu | Najwyższa pozycja na liście | Certyfikat                 | Sprzedaż       |
| Rok  | Dane dot. albumu | POL                         | Certyfikat                 | Sprzedaż       |
| ---- | --- | --------------------------- | -------------------------- | -------------- |
| 2024 | PG$ (oraz Young Leosia; jako PG$) - Wydany: 7 marca 2024 - Wytwórnia: BE Records - Format: CD, digital download, streaming | 2                           | - ZPAV: 3× platynowa płyta | - POL: 90 000+ |

### Single
| Rok  | Tytuł                                                     | Najwyższa pozycja na listach | Najwyższa pozycja na listach | Certyfikat                 | Sprzedaż        | Album                      |
| Rok  | Tytuł                                                     | POL                          | POL                          | Certyfikat                 | Sprzedaż        | Album                      |
| Rok  | Tytuł                                                     | OLiS                         | Spotify                      | Certyfikat                 | Sprzedaż        | Album                      |
| ---- | --------------------------------------------------------- | ---------------------------- | ---------------------------- | -------------------------- | --------------- | -------------------------- |
| 2021 | „Handpoke”                                                | –                            | –                            |                            |                 | _                          |
| 2021 | „Bletki”                                                  | –                            | –                            |                            |                 | _                          |
| 2021 | „Chrypki głos nie od fajek”                               | –                            | –                            |                            |                 | _                          |
| 2023 | „IRL”                                                     | 2                            | 1                            | - ZPAV: 3× platynowa płyta | - POL: 150 000+ | in real life               |
| 2023 | „Millie Walky”                                            | 10                           | 9                            | - ZPAV: diamentowa płyta   | - POL: 250 000+ | in real life               |
| 2023 | „Latawce”                                                 | 94                           | 104                          | - ZPAV: złota płyta        | - POL: 25 000+  | in real life               |
| 2023 | „BFF” (oraz Young Leosia; jako PG$)                       | 1                            | 1                            | - ZPAV: diamentowa płyta   | - POL: 250 000+ | PG$                        |
| 2023 | „Big Big Girl / Karate Kid”                               | – / 80                       | 100 / 59                     |                            |                 | in real life               |
| 2023 | „Skippers” (oraz Young Leosia, Janusz Walczuk, Waima)     | 45                           | 39                           | - ZPAV: złota płyta        | - POL: 25 000+  | _                          |
| 2023 | „Icon”                                                    | 96                           | 134                          |                            |                 | _                          |
| 2024 | „Madonna”                                                 | 1                            | 1                            | - ZPAV: platynowa płyta    | - POL: 50 000+  | Trap or die                |
| 2024 | „Czemu nie śpisz?”                                        | 4                            | 2                            | - ZPAV: platynowa płyta    | - POL: 50 000+  | Trap or die                |
| 2024 | „Need u”                                                  | –                            | –                            |                            |                 | Def Jam World Tour: BERLIN |
| 2024 | „Dobra robota” (oraz Young Leosia, Janusz Walczuk, Waima) | –                            | –                            |                            |                 | _                          |
| 2025 | „Red Bull 64 Bars”                                        | –                            | –                            |                            |                 | _                          |
| 2025 | „1Day in LA” (oraz francis, Oki)                          | 3                            | 3                            |                            |                 | _                          |

#### Inne certyfikowane i notowane utwory
| Rok  | Tytuł                                    | Najwyższe pozycje na listach | Najwyższe pozycje na listach | Najwyższe pozycje na listach | Najwyższe pozycje na listach | Najwyższe pozycje na listach | Najwyższe pozycje na listach | Certyfikat              | Sprzedaż      | Album        |
| Rok  | Tytuł                                    | POL                          | POL                          | POL                          | POL                          | FI                           | DE                           | Certyfikat              | Sprzedaż      | Album        |
| Rok  | Tytuł                                    | OLiS                         | Spotify                      | Apple Music                  | iTunes                       | iTunes                       | iTunes                       | Certyfikat              | Sprzedaż      | Album        |
| ---- | ---------------------------------------- | ---------------------------- | ---------------------------- | ---------------------------- | ---------------------------- | ---------------------------- | ---------------------------- | ----------------------- | ------------- | ------------ |
| 2024 | „Nie otwieraj drzwi” (oraz Young Leosia) | 84                           | 76                           | 87                           | –                            | –                            | –                            |                         |               | in real life |
| 2024 | „Grawitacja”                             | 47                           | 36                           | 53                           | 16                           | –                            | –                            | - ZPAV: platynowa płyta | - POL: 50 000 | in real life |
| 2025 | „To nie ma znaczenia” (oraz Oki)         | 10                           | 9                            | 22                           | 45                           | –                            | –                            |                         |               | Trap or die  |
| 2025 | „Ruw bambicze” (oraz Rów Babicze)        | 7                            | 6                            | 42                           | –                            | –                            | –                            |                         |               | Trap or die  |
| 2025 | „Number one”                             | 37                           | 26                           | 35                           | –                            | –                            | –                            |                         |               | Trap or die  |
| 2025 | „Tlen” (oraz Young Igi)                  | 64                           | 59                           | 62                           | –                            | –                            | –                            |                         |               | Trap or die  |
| 2025 | „Clouds” (oraz Dina Ayada)               | 76                           | 80                           | 64                           | –                            | –                            | –                            |                         |               | Trap or die  |
| 2025 | „101 dalmatyńczyków”                     | 82                           | 82                           | 50                           | –                            | –                            | –                            |                         |               | Trap or die  |
| 2025 | „Fomo”                                   | 99                           | 79                           | 104                          | –                            | –                            | –                            |                         |               | Trap or die  |

#### Gościnne występy
| Rok  | Tytuł                                                                     | Certyfikat                 | Sprzedaż        | Album                         |
| ---- | ------------------------------------------------------------------------- | -------------------------- | --------------- | ----------------------------- |
| 2023 | „Bad Bunny” (SB Maffija; gośc. bambi, Flory)                              | - ZPAV: złota płyta        | - POL: 25 000+  | Hotel Maffija 3               |
| 2023 | „Patrick Swayze” (SB Maffija; gośc. Slowez, WoLa, Szczepan, Tadeo, bambi) |                            |                 | Hotel Maffija 3               |
| 2023 | „Zamki na piasku" (SB Maffija; gośc. bambi)                               |                            |                 | Hotel Maffija 3               |
| 2023 | „Letniak” (Łatwogang; gośc. bambi)                                        |                            |                 | singel niealbumowy            |
| 2023 | „Chwile” (Waima; gośc. bambi, LuKs)                                       |                            |                 | Cameleo                       |
| 2023 | „Nie ma cię” (Fukaj; gośc. bambi)                                         | - ZPAV: 3× platynowa płyta | - POL: 150 000+ | Preludium                     |
| 2024 | „Woda księżycowa” (Kubi Producent; gośc. bambi, Fukaj, stickxr)           | - ZPAV: diamentowa płyta   | - POL: 250 000+ | Sen, którego nigdy nie miałem |
| 2024 | „Lecę bo chcę” (Deemz; gośc. bambi, Young Leosia, Waima, Kizo)            | - ZPAV: 3× platynowa płyta | - POL: 150 000+ | singel niealbumowy            |
| 2024 | „Basen” (Dobry Dzieciak; gośc. bambi, Janusz Walczuk)                     |                            |                 | singel niealbumowy            |
| 2024 | „Zostań, proszę” (Kuqe 2115; gośc. bambi)                                 | - ZPAV: platynowa płyta    | - POL: 50 000+  | singel niealbumowy            |
| 2024 | „Kształt miłości” (Young Igi; gośc. bambi)                                |                            |                 | Kształt miłości mixtape       |
| 2025 | „Lajka mi daj” (Tede; gośc. bambi)                                        |                            |                 | Vox Veritatis                 |

## Trasy koncertowe

### Solowe
- Bambi IRL Tour (2024)[77]
- Trap Or Die Tour (2025)[78][79]

### Występy gościnne
- SBM FFestival (2024)[77]
- Sun Festival (2024)[77]
- Open’er Festival 2024 (2024)[77]
- Rap Stacja Festiwal (2024)[80]
- Rap Stacja Festiwal (2025)[81]

## Nagrody i nominacje
| Rok  | Konkurs         | Kategoria                      | Tytułem           | Wynik     | Źr.    |
| ---- | --------------- | ------------------------------ | ----------------- | --------- | ------ |
| 2024 | Popkillery 2024 | Raperka Roku                   | Bambi             | Wygrana   | [ 82 ] |
| 2024 | Popkillery 2024 | Odkrycie Roku                  | Bambi             | Wygrana   | [ 82 ] |
| 2024 | Popkillery 2024 | Singiel Roku                   | „BFF”             | Nominacja | [ 82 ] |
| 2024 | Popkillery 2024 | Trendsetter Roku               | Bambi             | Nominacja | [ 82 ] |
| 2024 | Popkillery 2024 | Newschoolowy Album Roku        | In Real Life      | Nominacja | [ 82 ] |
| 2025 | Popkillery 2025 | Raperka roku                   | Bambi             | Wygrana   | [ 83 ] |
| 2025 | Popkillery 2025 | Międzynarodowa kooperacja roku | „100 bands”       | Nominacja | [ 83 ] |
| 2025 | Popkillery 2025 | Trendsetter roku               | Bambi             | Nominacja | [ 83 ] |
| 2025 | Popkillery 2025 | Grupa/duet roku                | PG$               | Nominacja | [ 83 ] |
| 2025 | Fryderyki 2025  | Teledysk roku                  | „Woda Księżycowa” | Nominacja | [ 84 ] |
| 2025 | Fryderyki 2025  | Singiel roku hip hop           | „Woda Księżycowa” | Nominacja | [ 84 ] |